# لغة برمجة ديناميكية
في علوم الكمبيوتر، لغة البرمجة الديناميكية هي فئة من لغات البرمجة عالية المستوى، والتي تنفذ (تشغّل) في وقت التشغيل العديد من سلوكيات البرمجة الشائعة التي تؤديها لغات البرمجة الثابتة أثناء التجميع . يمكن أن تشتمل هذه السلوكيات على امتداد للبرنامج، عن طريق إضافة كود جديد، أو عن طريق توسيع الكائنات والتعريفات، أو عن طريق تعديل نظام الأنواع. على الرغم من أنه يمكن محاكاة السلوكيات المتشابهة في أي لغة تقريبًا، مع درجات متفاوتة من الصعوبة والتعقيد وتكاليف الأداء، توفر اللغات الديناميكية أدوات مباشرة للاستفادة منها. تم تنفيذ العديد من هذه الميزات لأول مرة كميزات أصلية في لغة البرمجة ليسب .
يتم أيضًا كتابة معظم اللغات الديناميكية بشكل ديناميكي، ولكن ليست كلها كذلك. يُشار إلى اللغات الديناميكية بشكل متكرر (ولكن ليس دائمًا) باسم لغات البرمجة النصية، على الرغم من أن هذا المصطلح في أضيق معناه يشير إلى لغات خاصة ببيئة معينة لوقت التشغيل.

## أمثلة
تتضمن لغات البرمجة الديناميكية الشائعة جافا سكريبتt وبايثون وروبي وبي إتش بي ولوا (لغة برمجة) وبيرل . تعتبر اللغات التالية بشكل عام لغات ديناميكية:
- أكشن
- بينشيل [1]
- C # (باستخدام الانعكاس)
- كلوجور
- كوبول سكريبت
- لغة ترميز ColdFusion
- Lisp المشتركة ومعظم ليبس
- ديلان
- هـ
- إكسير
- ارلانغ
- جامباس
- GDScript
- جروفي (لغة برمجة)[2]
- جافا (باستخدام الانعكاس)
- جافا سكريبت
- جوليا
- لوا
- MATLAB / Octave
- سي الكائنية
- بيرل
- بي أتش بي
- بوويرشيل
- برولوج
- بايثون
- أر
- ريبول
- روبي
- سمول توك
- SuperCollider
- تي سي ال
- VBScript
- لغة ولفرام